# Калогридис, Джордж
Джордж (Йо́ргос) А. Калогри́дис (греч. Γιώργος Α. Καλογρίδης, англ. George A. Kalogridis; род. 1954, Центральная Флорида, Флорида, США) — американский бизнесмен греческого происхождения, 5-й президент развлекательного комплекса Walt Disney World (с 2013 года). Лауреат Награды Сократа 2014 года от Американо-греческого прогрессивного просветительского союза (AHEPA) за выдающиеся достижения в своей области деятельности.

## Биография

### Ранние годы и образование
Родился в 1954 году в Центральной Флориде (Флорида, США). Отец Джорджа, Тони Калогридис, чьи родители иммигрировали в Соединённые Штаты с острова Калимнос (Додеканес, Греция), на протяжении многих лет занимался малым бизнесом, управляя фирмой «Tony’s Pharmacy» в городе Винтер-Хейвен.
В 1971 году окончил государственную среднюю школу в Винтер-Хейвене, после чего поступил в Полкский государственный университет. Когда 1 октября 1971 года был открыт парк развлечений Дисней Уорлд, Джордж, с целью заработать себе на учёбу, в этом же году устроился помощником официанта в гостиницу «Contemporary Resort» компании, став одним из первых её работников. В 1973 году, по окончании обучения, получил степень ассоциата в области искусств.
В 1976 году окончил Университет Центральной Флориды со степенью бакалавра гуманитарных наук в области социологии.
В 2010 году получил премию «Выдающийся выпускник» от Полкского государственного университета.
В 2013 году стал лауреатом премии «Выдающийся выпускник» от Университета Центральной Флориды.

### Карьера
За почти пятидесятилетний период работы в компании Walt Disney, Калогридис занимал различные должности в её парках развлечений по всему миру.
В 1971—1975 годах — член-почасовик «актёрского состава» (работник/сотрудник парка развлечений).
В 1975—1989 годах занимал различные руководящие должности.
В 1989—1993 годах — генеральный менеджер гостиницы «Grand Floridian Beach Resort» (сегодня «Disney’s Grand Floridian Resort & Spa») во Флориде.
В 1993—1995 годах — вице-президент по управлению персоналом.
В 1995—2000 годах — вице-президент тематического парка EPCOT (Флорида).
В 2000—2002 годах — старший вице-президент курорта Диснейленд в Анахайме (Калифорния). В этот период Калогридис сыграл важную роль в открытии Диснеевского парка приключений в Калифорнии  и торгово-развлекательного комплекса «Даунтаун Дисней».
В 2002—2006 годах — вице-президент по туристическим операциям дочерней компании Walt Disney Parks and Resorts (Бербанк, Калифорния).
В 2006—2009 годах — главный операционный директор и вице-президент по управлению Диснейленда в Париже (Франция).
В 2009—2013 годах — президент курорта Диснейленд в Анахайме.
С 1 февраля 2013 года — президент развлекательного комплекса Диснейуорлд во Флориде.
С октября 2013 года — президент «Парка Диснейленд» в Анахайме.
Помимо работы в Walt Disney, Калогридис активно участвует в жизни штата Калифорния, являясь членом консультационных Советов различных благотворительных и образовательных учреждений, в том числе детской больницы округа Ориндж (CHOC) и бизнес-школы Пола Меража при Калифорнийском университете в Ирвайне.

## Личная жизнь
Джордж Калогридис — открытый гей. Его многолетний партнёр Энди Харди также работает в Disney.